# آکیلیا مولون
آکیلیا مولون (انگلیسی: Ahkeela Mollon؛ زادهٔ ۲ آوریل ۱۹۸۵) بازیکن فوتبال اهل ترینیداد و توباگو است.
از باشگاه‌هایی که در آن بازی کرده‌است می‌توان به دیوری گردن اشاره کرد.
وی همچنین در تیم ملی فوتبال Trinidad and Tobago بازی کرده‌است.